# Lidzbark Warmiński
Lidzbark Warmiński ['lʲidzbark var'miɲskʲi] (deutsch Heilsberg) ist eine Kreisstadt mit 16.000 Einwohnern in der Woiwodschaft Ermland-Masuren in Polen.

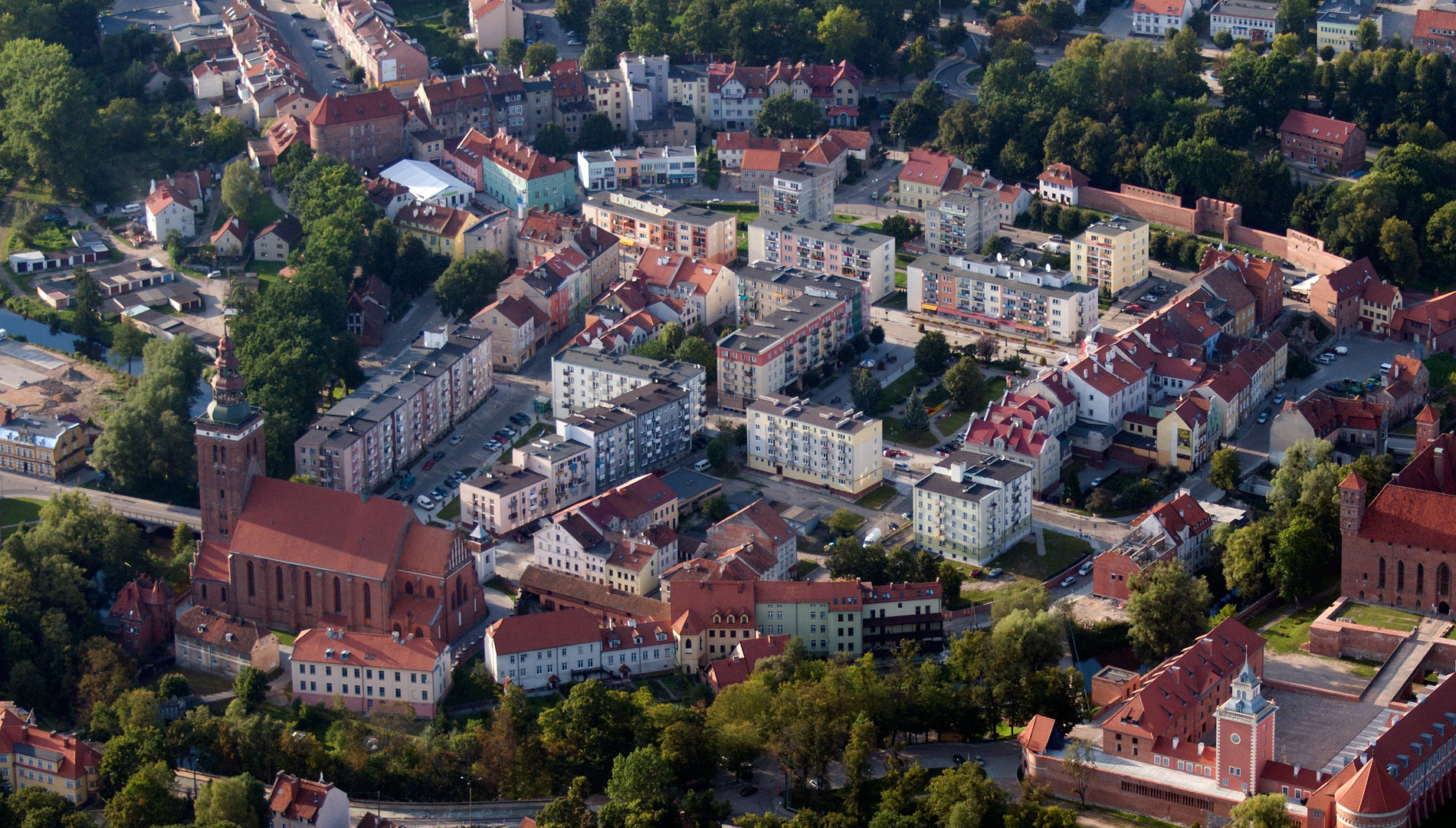
Luftbild der Altstadt Lidzbark Warmiński

## Geographische Lage
Die Stadt liegt im Ermland, das bis 1945 zu Ostpreußen gehörte, an der Mündung der Symsarna (Simser) in die Łyna (Alle), etwa 48 Kilometer nördlich von Olsztyn (Allenstein).

## Geschichte

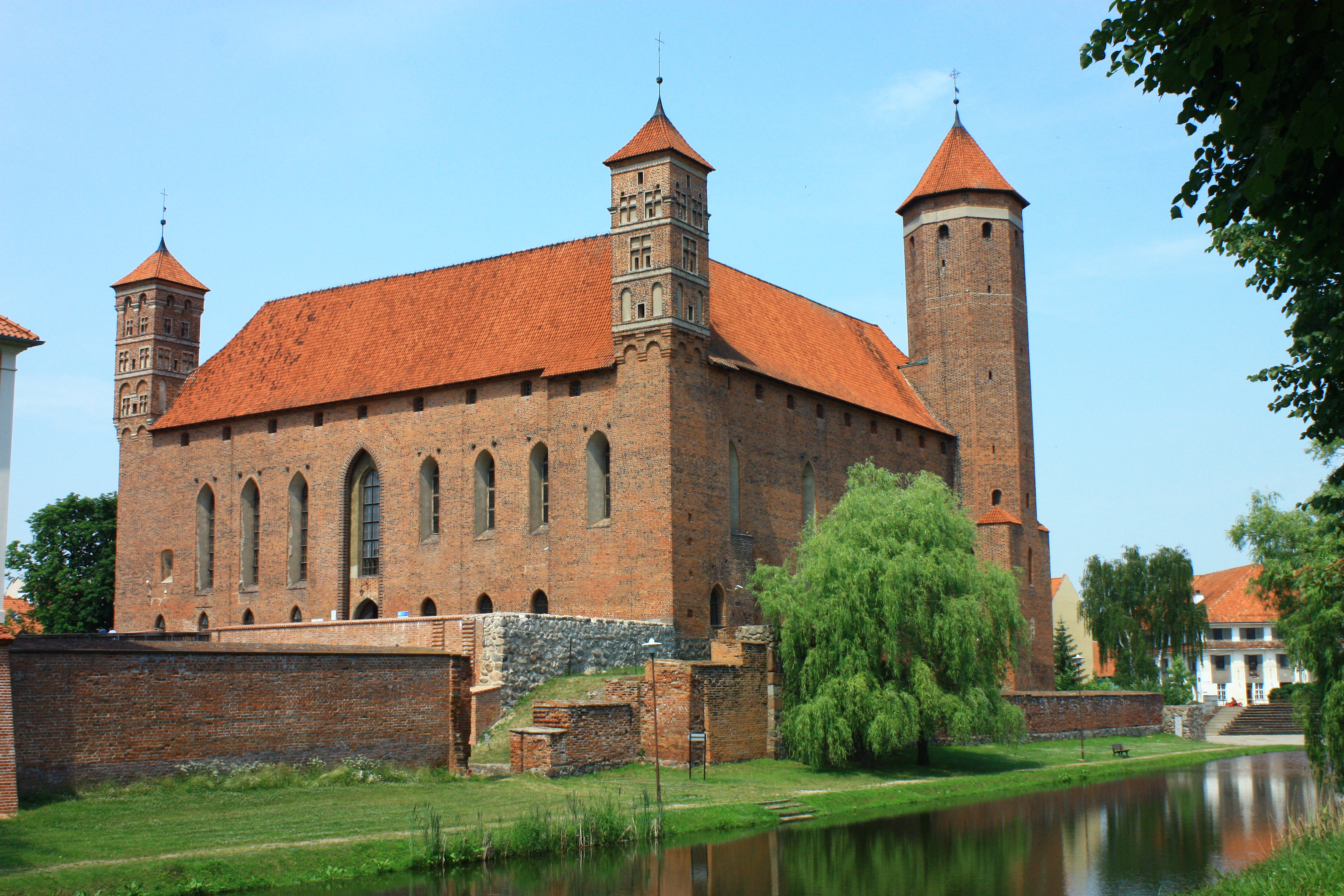
Bischofsburg

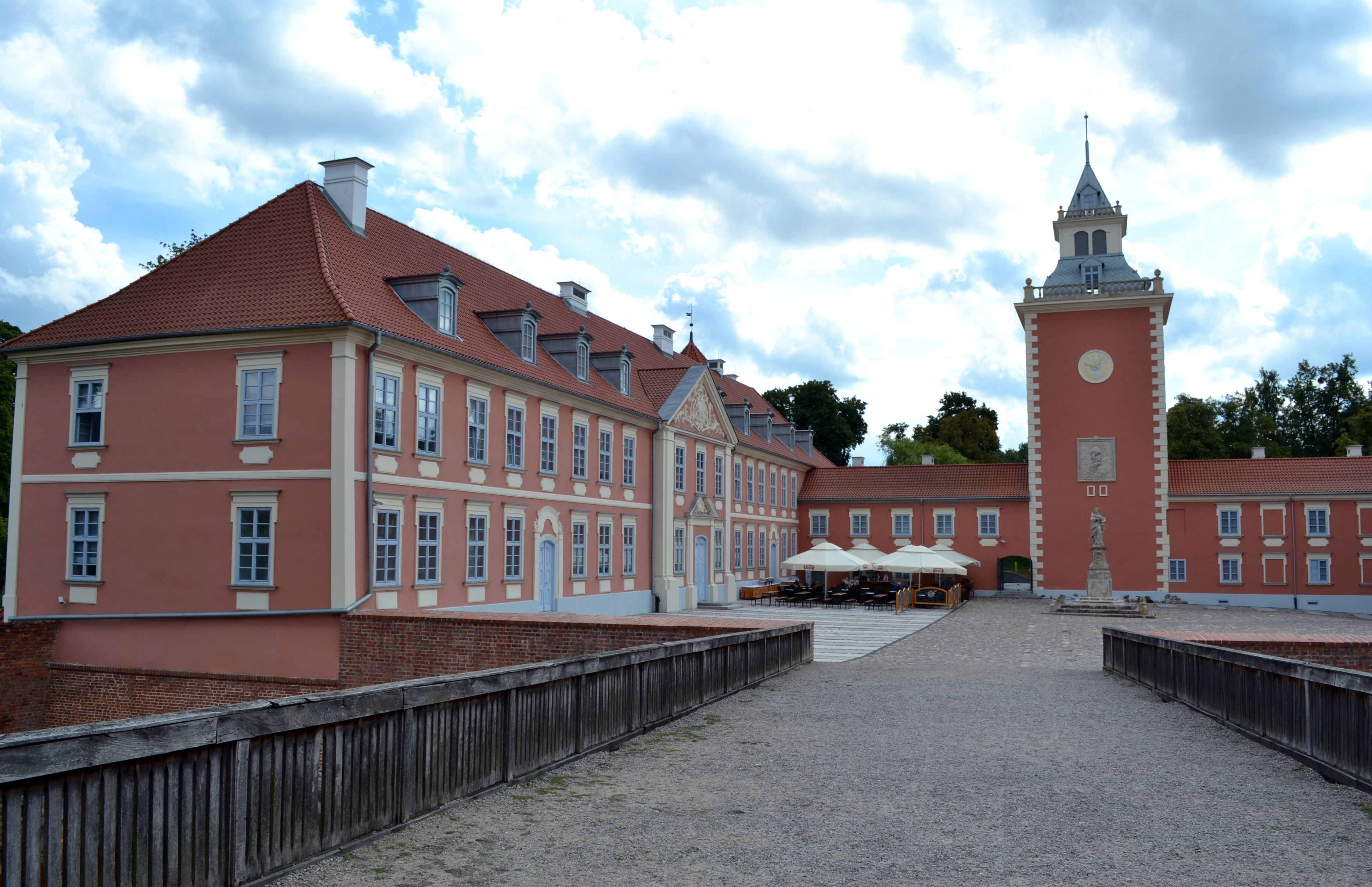
Vorburg mit Palast des Bischofs Grabowski und Uhrenturm

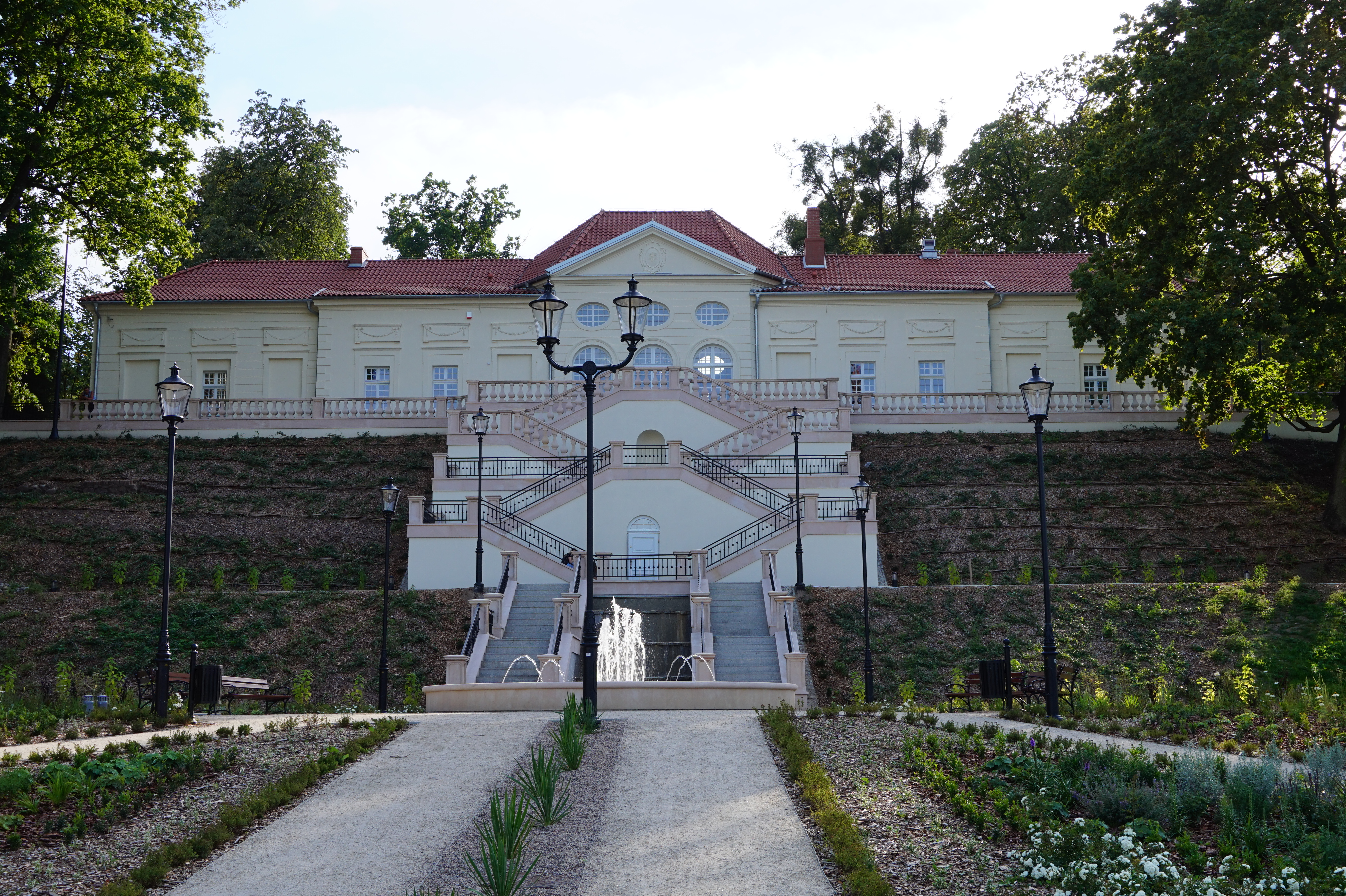
Bischofssommerpalast

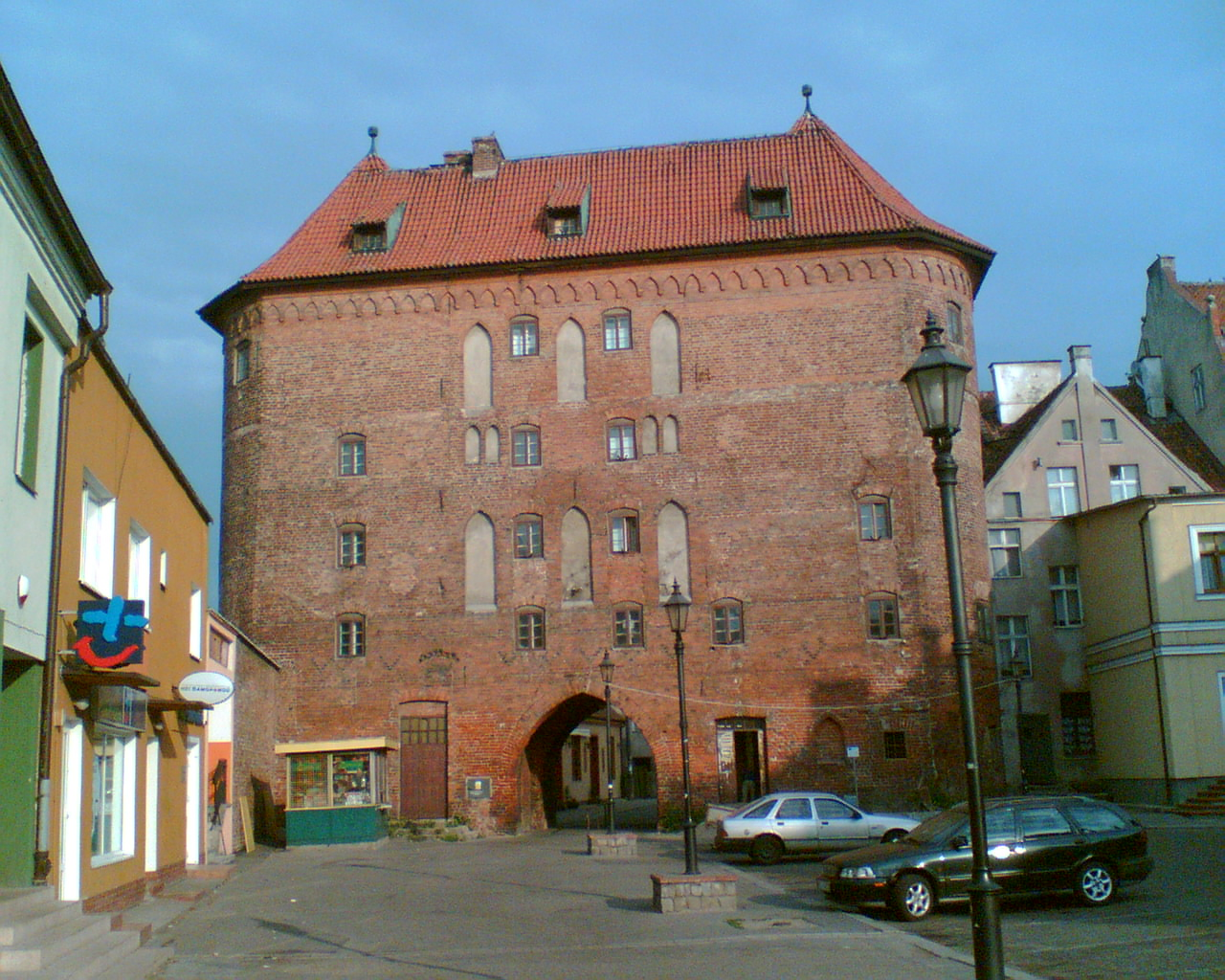
Hohes Tor

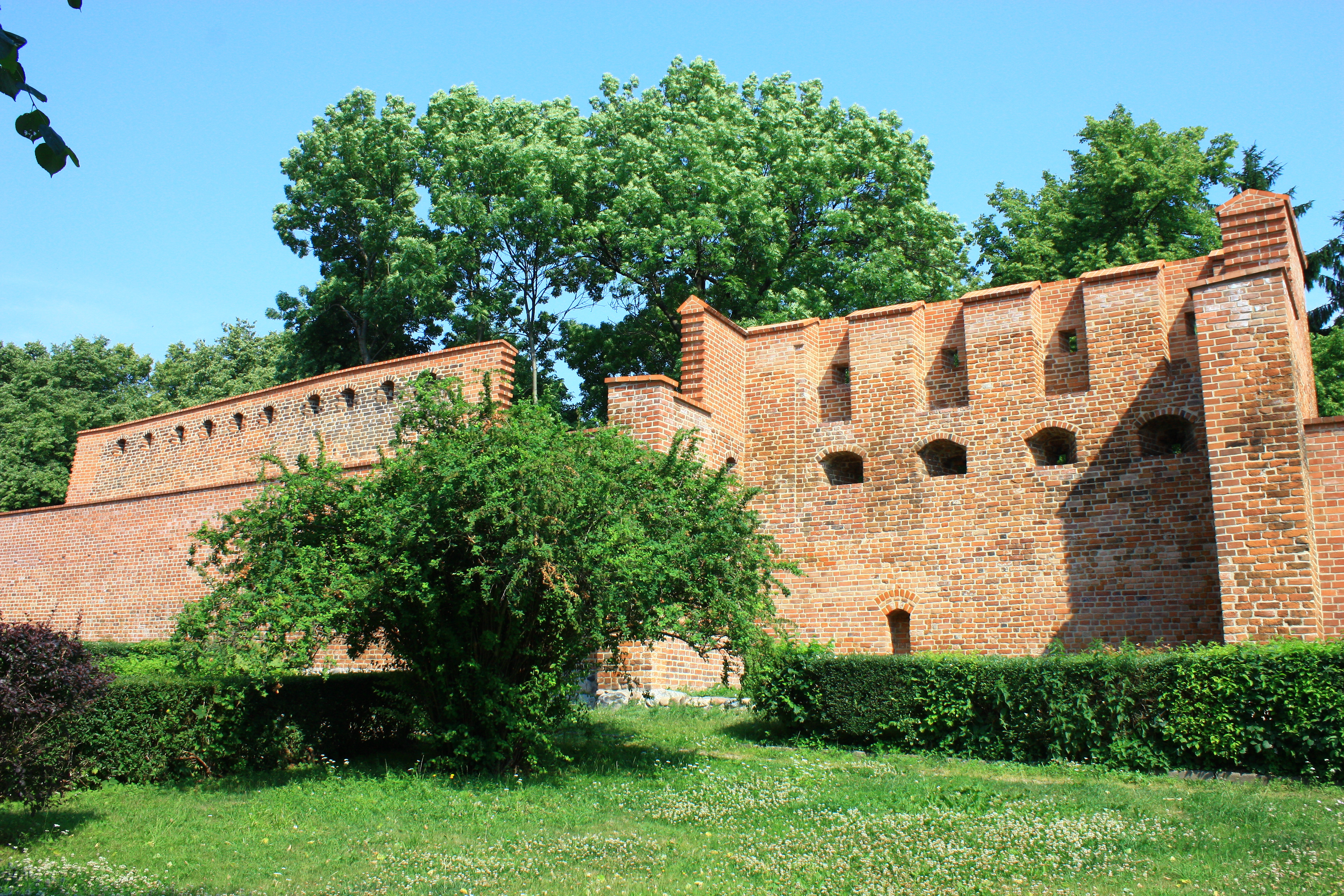
Stadtmauer

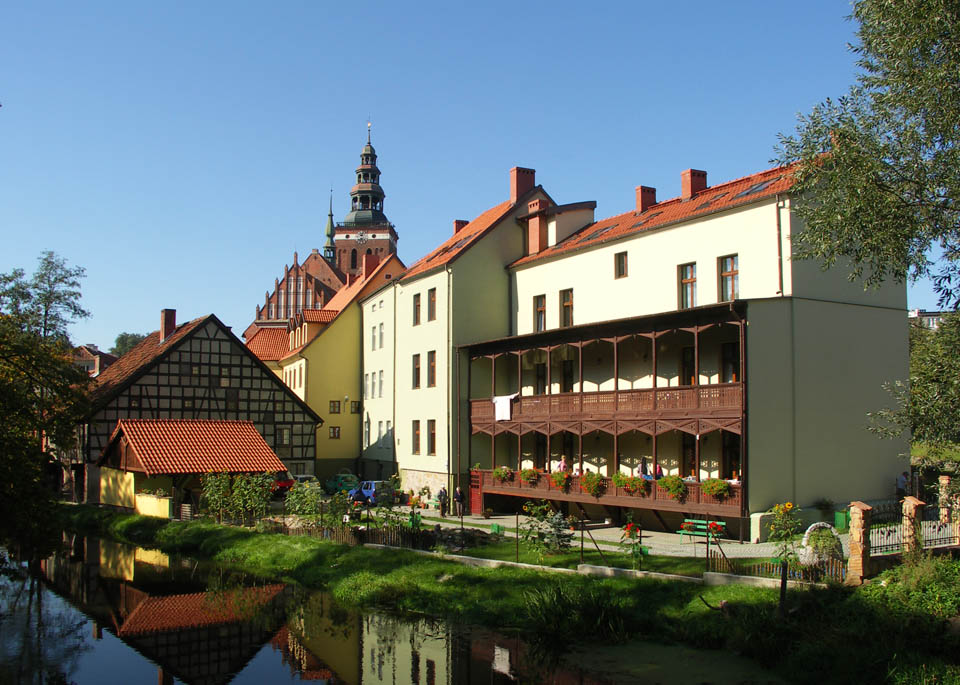
Partie an der Łyna

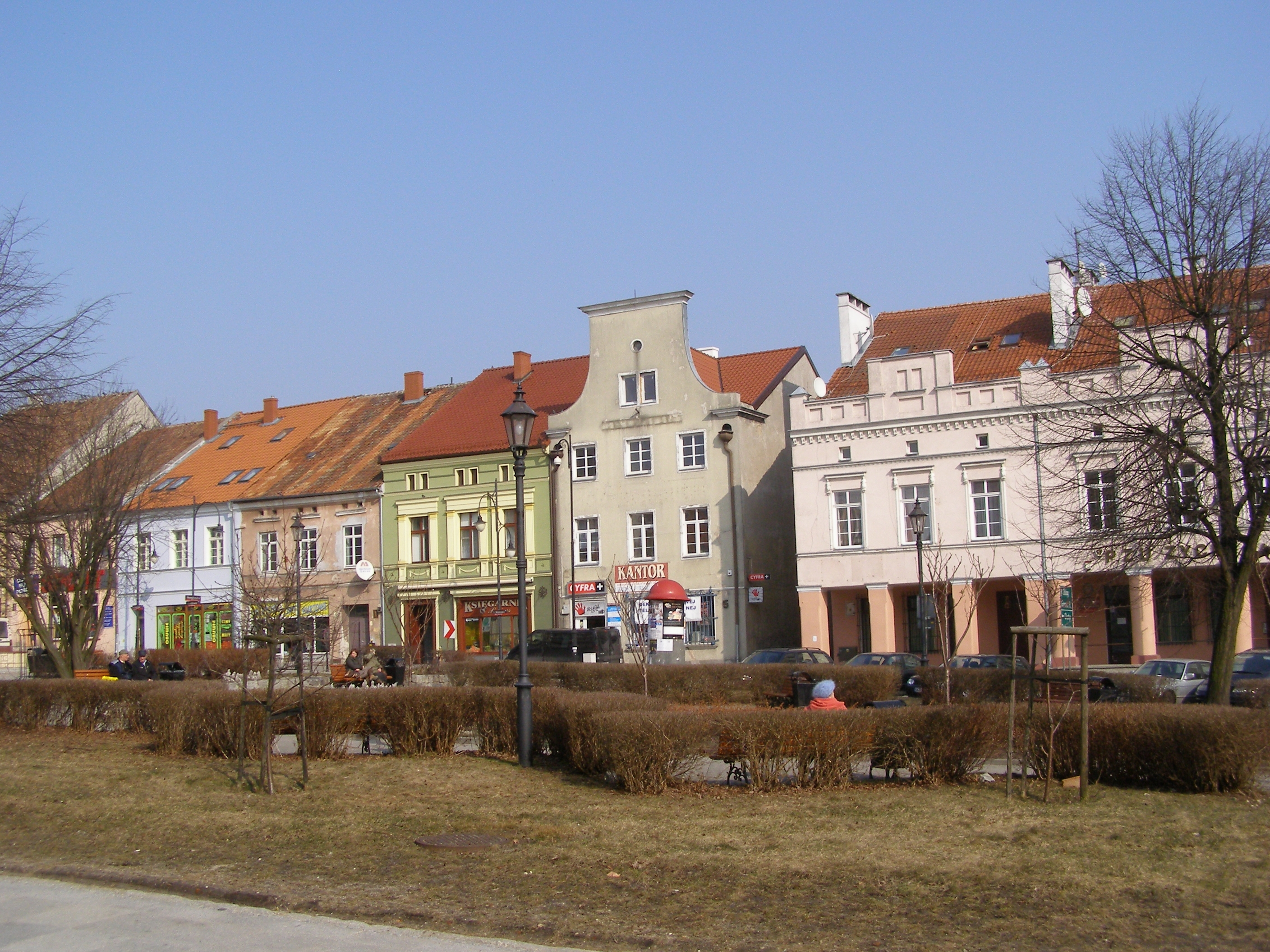
Häuserzeile am Marktplatz (Plac Wolności)

Kollegiatskirche St. Peter und Paul

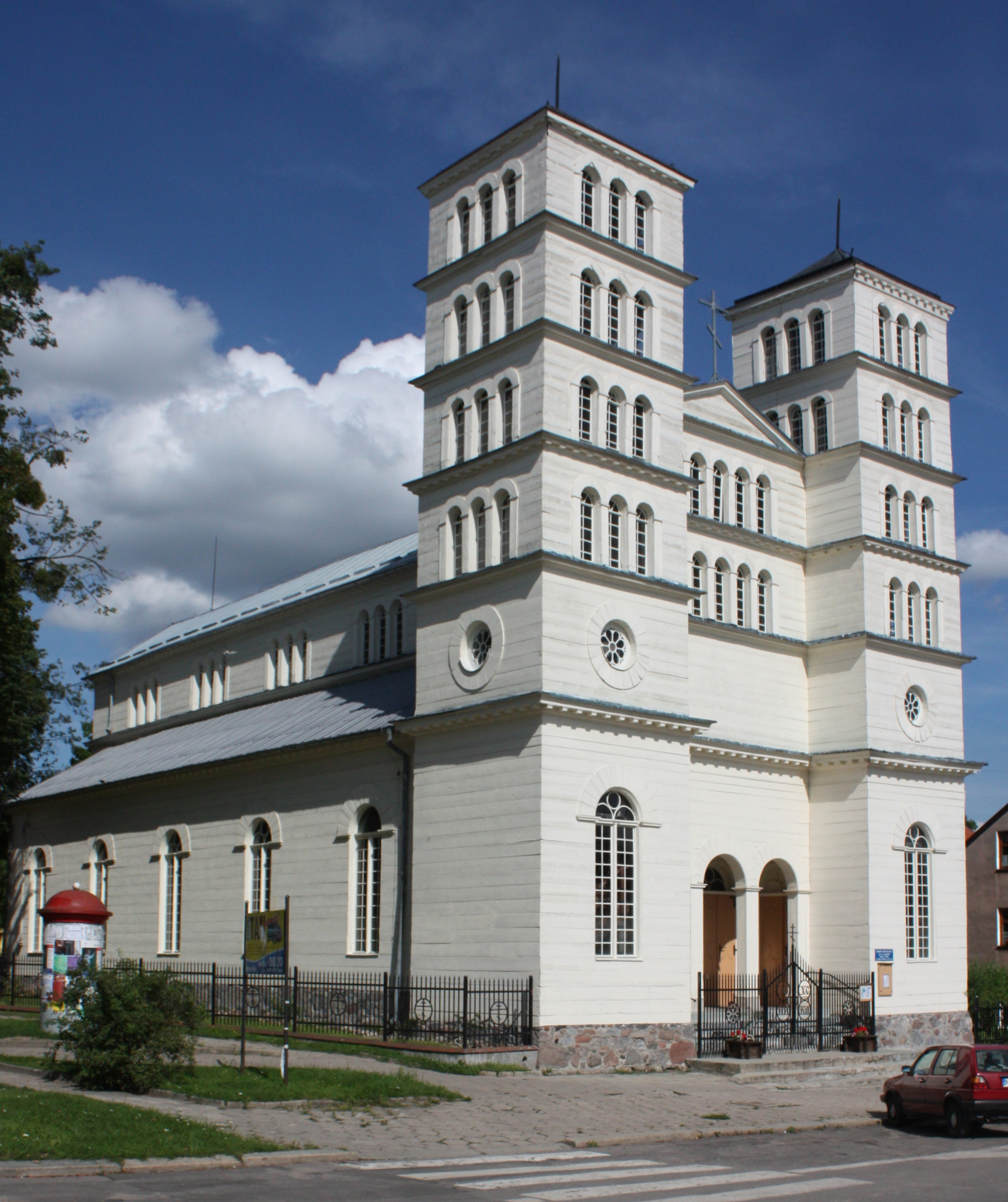
Kirche St. Peter und Paul

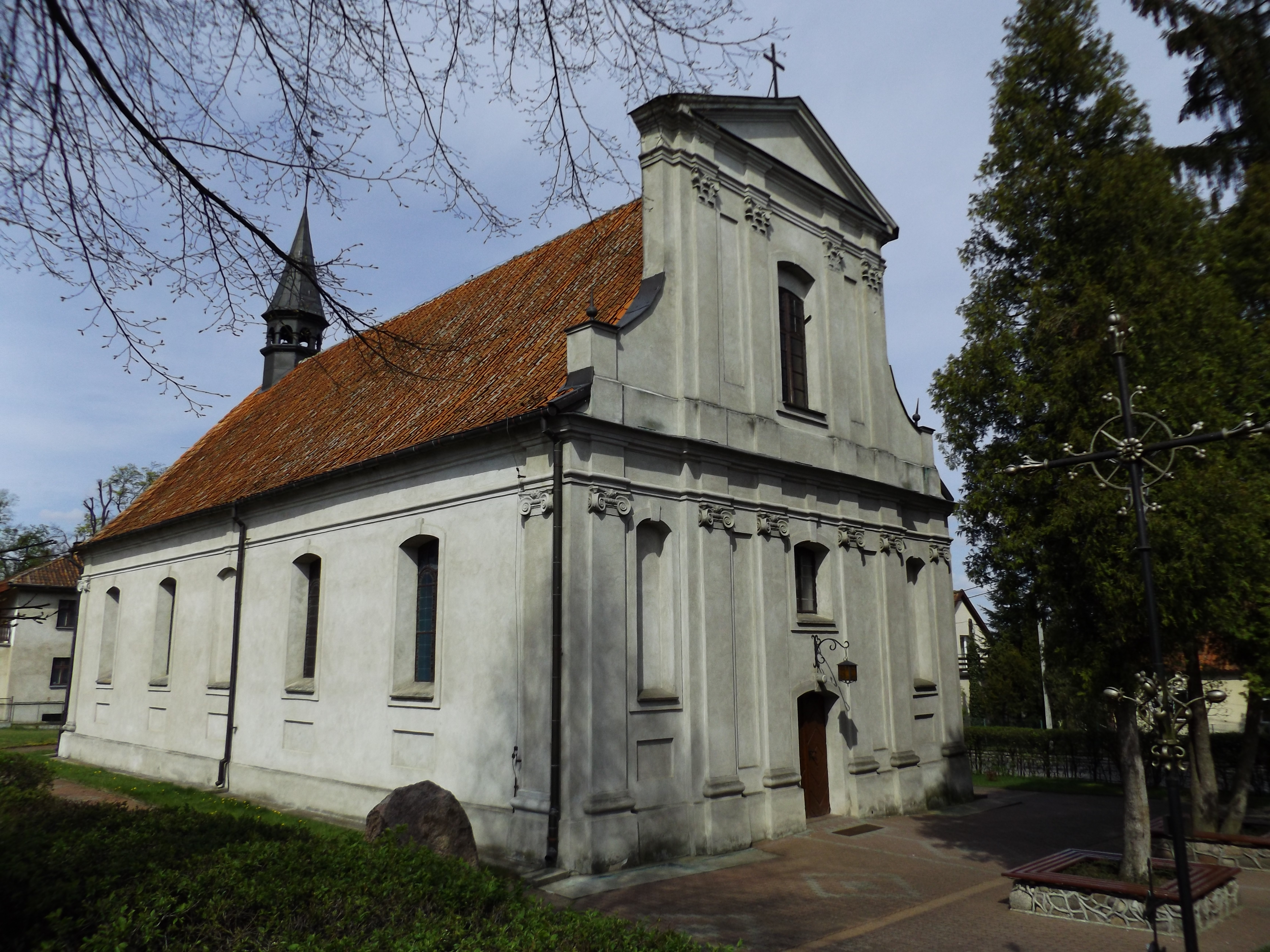
Kirche der Erhöhung des Heiligen Kreuzes

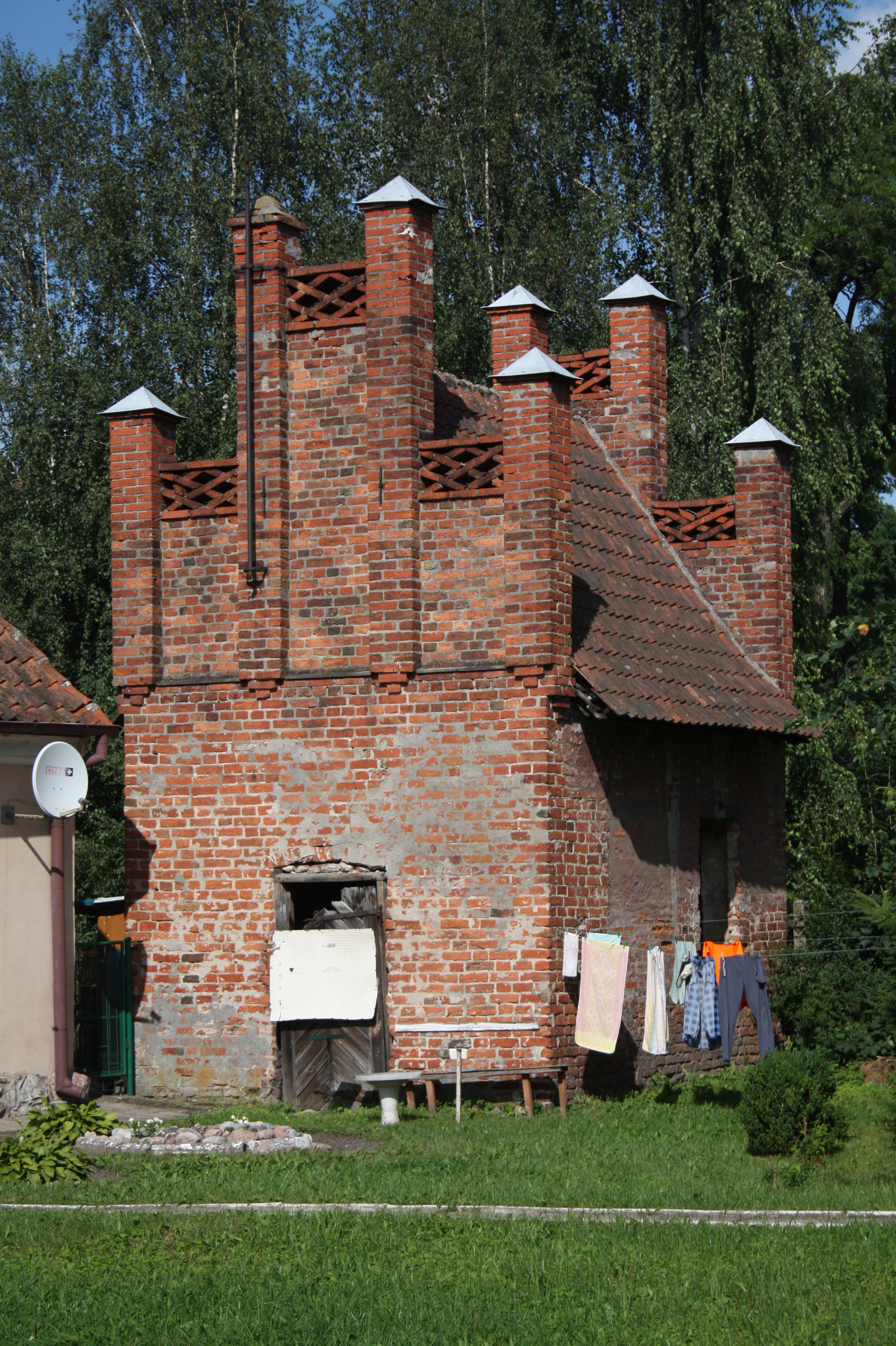
Kapelle St. Katharina

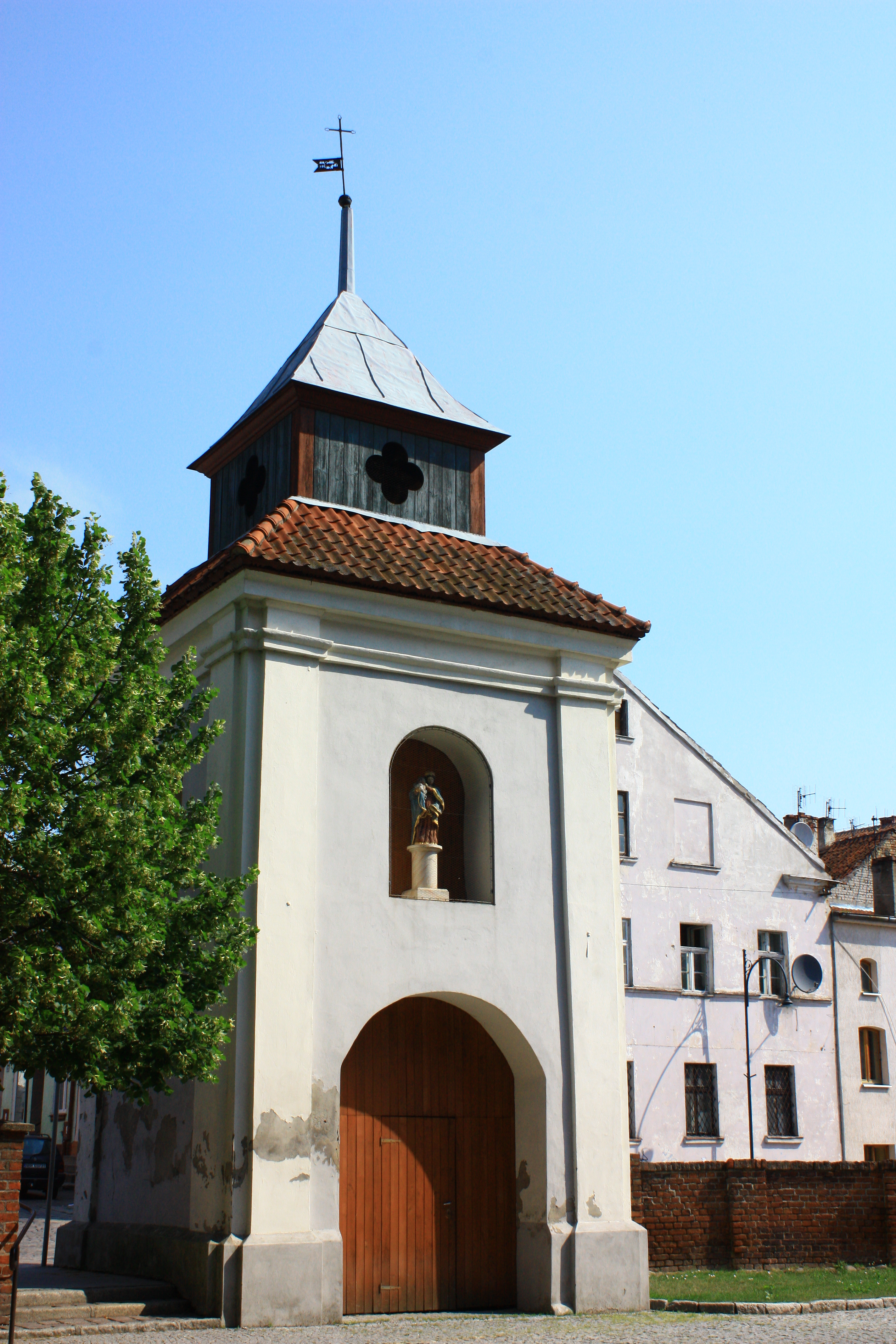
Glockenturm

Heilsberg wurde 1240 vom Deutschen Orden an der Stelle der prußischen Burg Leckbard gegründet, die sich am Ort der Einmündung der Simser in die Alle befand (die Namensteile lekes und bart bedeuten wörtlich übersetzt Haferspreu bzw. aufwallen, fließen oder strömen). Leckbard wurde 1241 von den Ordensrittern eingenommen, im zweiten Prußenaufstand von 1260/74 allerdings von den Prußen zurückerobert.
Heilsberg wurde im Jahr 1306 Sitz des Fürstbistums Ermland, eines der vier 1243 im preußischen Ordensstaat eingerichteten Bistümer. Es erhielt 1308 von Bischof Eberhard von Neiße die Stadtrechte und blieb 500 Jahre lang im Territorialbesitz des Fürstbistums Ermland. Um 1350 begann der Ausbau des Bischofsdomizils. Auf quadratischem Grundriss entstand im nächsten halben Jahrhundert der Palast der Bischöfe von Ermland. In Abwesenheit des Bischofs brannte das Schloss 1442 bis auf die Gemäuer ab, so dass Dach und Giebel einstürzten und erneuert werden mussten.
Zwischen dem Orden und dem Fürstbistum hatte ein Neutralitätsbündnis bestanden, das von den Ermländern im Dreizehnjährigen Krieg jedoch gebrochen wurde, da viele von ihnen nun auf der Seite des abtrünnigen Preußischen Bundes kämpften. Dies führte dazu, dass der Krieg des Ordens mit Polen nun auch auf ermländischem Boden ausgetragen wurde und der polnische König Kasimir IV. Andreas so Gelegenheit bekam, sich der ermländischen Burgen zu bemächtigen. Die Aushändigung der Burg Heilsberg 1454, gleich zu Anfang des Krieges, erfolgte unbeauftragt durch das Domkapitel in Abwesenheit des Fürstbischofs Franz Kuhschmalz, der sich seit 1453 im Auftrag des Hochmeisters Konrad von Erlichshausen auf einer Gesandtschaftsreise zu Kaiser Friedrich III. befand.
Nach dem Zweiten Thorner Frieden kam der Ort Heilsberg im Jahr 1466 zusammen mit dem Fürstbistum Ermland zum autonomen Preußen Königlichen Anteils, das sich freiwillig der Oberhoheit der polnischen Krone unterstellt hatte. Das Fürstentum, das dort einer Woiwodschaft gleichgestellt war, war nun Polonisierungsversuchen ausgesetzt, die mit dem Bestreben einhergingen, die autonome Region möglichst in eine polnische Provinz umzuwandeln. Anlässlich der Errichtung der Union von Lublin auf dem Lubliner Sejm inkorporierte König Sigismund II. August am 16. März 1569 das Preußen Königlichen Anteils als Provinz formell in das Königreich Polen. Das Ermland konnte allerdings große Teile seiner althergebrachten lokalen Rechte und Privilegien dabei erhalten.
Im Winter 1703/1704 residierte der schwedische König Karl XII. während seines Feldzugs gegen Polen und Russland im Großen Nordischen Krieg in der Heilsberger Burg, auch als Schloss bezeichnet.
Im Rahmen der ersten polnischen Teilung 1772 kam Heilsberg an das Königreich Preußen. Vom 10. bis 11. Juni 1807 fand hier die Schlacht bei Heilsberg zwischen französischen Truppen unter Murat und Soult und den verbündeten russischen und preußischen Heeren unter Bennigsen statt. Am Anfang des 20. Jahrhunderts hatte Heilsberg eine evangelische Kirche, eine katholische Kirche, eine Synagoge, ein altes bischöfliches Schloss, das den St.-Joseph-Stift mit Waisenhaus beherbergte, eine landwirtschaftliche Winterschule, ein Katharinenkloster und ein Amtsgericht.
Heilsberg war von 1930 bis 1945 Standort des Mittelwellen-Senders Heilsberg. Am 27. Mai 1937 brachen in Heilsberg Unruhen aus, nachdem während der Fronleichnamsprozession einige Mitglieder der katholischen Jugend verhaftet worden waren.
Von 1818 bis 1945 war Heilsberg die Kreisstadt des Landkreises Heilsberg im Regierungsbezirk Königsberg der Provinz Ostpreußen.
Gegen Ende des Zweiten Weltkriegs eroberte in der Heilsberger Operation am 31. Januar 1945 die Rote Armee Heilsberg. Zwar überstand die Stadt den Einmarsch unversehrt, ging aber ein paar Tage später durch Brandstiftung in Flammen auf. Mehr als 40 Prozent der Bausubstanz der Stadt wurden zerstört. Im März/April 1945 unterstellte die Rote Armee Heilsberg der Verwaltung der Volksrepublik Polen. Diese führte für Heilsberg den polnischen Ortsnamen Lidzbark Warmiński ein, vertrieb die Einwohner nahezu restlos und siedelte an ihrer Stelle Polen an, die zum Teil aus den im Rahmen der „Westverschiebung Polens“ an die Sowjetunion gefallenen Gebieten östlich der Curzon-Linie kamen.

## Demographie
| Jahr | Einwohner | Anmerkungen                                                                     |
| ---- | --------- | ------------------------------------------------------------------------------- |
| 1782 | > 3200    | [ 5 ]                                                                           |
| 1802 | 0 2237    | [ 6 ]                                                                           |
| 1810 | 02426     | [ 6 ]                                                                           |
| 1816 | 02984     | davon 471 Evangelische, 2437 Katholiken und 76 Juden                            |
| 1821 | 03433     | [ 6 ]                                                                           |
| 1831 | 04216     | [ 7 ]                                                                           |
| 1852 | 04781     | [ 8 ]                                                                           |
| 1858 | 05105     | davon 830 Evangelische, 4126 Katholiken und 149 Juden                           |
| 1871 | 05839     | darunter 900 Evangelische und 150 Juden                                         |
| 1875 | 05762     | [ 11 ]                                                                          |
| 1880 | 05874     | [ 11 ]                                                                          |
| 1890 | 05501     | davon 665 Evangelische, 4723 Katholiken und 112 Juden                           |
| 1895 | 05497     | davon 2398 männlich, und 3101 weiblich                                          |
| 1900 | 05541     | meist Katholiken. 2398 männlich, und 3114 weiblich                              |
| 1905 | 06048     | 2729 männlich, und 3319 weiblich                                                |
| 1910 | 06082     | 2742 männlich, 3328 und weiblich                                                |
| 1919 | 07790     | 4322 männlich, und 3794 weiblich                                                |
| 1925 | 07051     | 3257 männlich, und 3468 weiblich                                                |
| 1933 | 08781     | 4157 männlich, und 4761 weiblich                                                |
| 1939 | 10.630    | davon 2064 Evangelische, 8433 Katholiken, sieben sonstige Christen und 15 Juden |

| Einwohner | 13.000 | 16.681 | 16.505 | 16.251 | 15.480 |  |  |

## Amtsbezirk Heilsberg
Am 21. Mai 1874 wurde im ostpreußischen Kreis Heilsberg der Amtsbezirk Heilsberg errichtet. Er bestand bis 1945. Zugehörig waren die Landgemeinden bzw. Gutsbezirke:
| Deutscher Name            | Polnischer Name  | Anmerkungen                                       |
| ------------------------- | ---------------- | ------------------------------------------------- |
| Bewernick                 | Bobrownik        |                                                   |
| Großendorf                | Wielochowo       |                                                   |
| Heiligenfelde             | Świętnik         |                                                   |
| Knipstein                 | Knipy            |                                                   |
| Langwiese                 | Długołęka        |                                                   |
| Lawden                    | Lauda            |                                                   |
| Markeim                   | Markajmy         |                                                   |
| Medien                    | Medyny           |                                                   |
| Neuendorf bei Heilsberg   | Nowa Wieś Wielka |                                                   |
| Neuhof, Dorf              | Pilnik           | 1928 in die Stadtgemeinde Heilsberg eingegliedert |
| Neuhof, Domäne            | Pilnik           | 1928 in die Stadtgemeinde Heilsberg eingegliedert |
| Neuhof, Königlicher Forst |                  |                                                   |
| Rehagen                   | Sarnowo          |                                                   |
| Retsch                    | Redy             |                                                   |
| Widdrichs                 | Widryki          | 1938 nach Retsch eingemeindet                     |
| Wosseden                  | Nowosady         |                                                   |

## Stadtbild
In der in einer Schleife der Alle gelegenen Stadt sind trotz des Stadtbrandes 1945 einige wertvolle Bauten erhalten geblieben bzw. rekonstruiert worden.
- Die im 14. Jahrhundert errichtete Burg Heilsberg der ermländischen Bischöfe (Hochschloss) gilt als die neben der Marienburg am besten erhaltene Wehranlage der Ordenszeit. Die Burganlage wurde in der zweiten Hälfte des 19. Jahrhunderts von Ferdinand von Quast und Karl Hauke restauriert. Zu der Vorburg gehört unter anderem der Mitte des 18. Jahrhunderts errichtete barocke Palast des Fürstbischofs Adam Stanislaus Grabowski. In der Burg ist das Ermlandmuseum, eine Filiale des Museums für Ermland und Masuren, untergebracht.
- Der im Orangeriepark südlich der Altstadt gelegene Sommerpalast der Bischöfe, die sogenannte Orangerie, ein barock-klassizistischer Gartenpavillon, errichtet von 1711 bis 1724 für Fürstbischof Theodor Andreas Potocki, erweitert um 1770 für Fürstbischof Ignacy Krasicki.
- Die spätgotische Stiftskirche der Heiligen Apostel Peter und Paul wurde in der zweiten Hälfte des 14. Jahrhunderts in Form einer dreischiffigen, fünfjochigen Halle erbaut. Die Kirche hat Sterngewölbe aus dem Ende des 14. Jahrhunderts im Hauptschiff und den Seitenschiffen und aus dem 15. Jahrhundert in den Kapellen in der Nähe des Turms. Der zunächst niedrige Kirchturm mit Holzüberbau wurde in den letzten Jahren des 14. Jahrhunderts errichtet und in den folgenden zwei Jahrhunderten auf seine heutige Höhe von 66 Meter gebracht. Nach dem Brand der Kirche im Jahr 1698, wobei das Dach und der Turm abbrannten, wurde bei der anschließenden Renovierung auf dem Dach der Kirche ein barocker Dachreiter hinzugefügt und der Kirchturm mit einem Helm von drei pyramidenförmigen Laternen bedeckt, die mit einer Fahne endeten mit dem Wappen des Bischofs Teodor Potocki. Die Kirche wurde von 1892 bis 1896 erweitert, als an der Ostseite ein neugotisches dreischiffiges basilikales Presbyterium, eine neue Sakristei und Seitenvorbauten angefügt wurden.
- Die erste evangelische Kirche im ehemaligen ermländischen Dominium wurde 1823 nach Plänen von Karl Friedrich Schinkel erbaut. Sie wird seit den 1950er Jahren als Kirche St. Peter und Paul von der Polnisch-orthodoxen Kirche genutzt.
- Die Kirche der Erhöhung des Heiligen Kreuzes in der westlich der Altstadt gelegenen Siedlung Pilnik wurde von 1787 bis 1789 im spätbarocken Stil errichtet.
- Die spätgotische St.-Katharinen-Kapelle wurde im frühen 16. Jahrhundert erbaut.
- Barocker Glockenturm von 1760.
- Reste der mittelalterlichen Stadtmauer mit dem spätgotischen Hohen Tor, dem einzigen erhaltenen Stadttor von Lidzbark Warminski.
- Einige erhaltene historische Straßenzüge, darunter eine Zeile der charakteristischen Laubenhäuser am Marktplatz.
- Nikolaus-Kopernikus-Brücke, die 1909 von der renommierten Braunschweiger Ingenieur- und Baufirma Drenckhahn & Sudhop als Bogenbrücke aus Stahlbeton gebaut wurde.

## Religionen
In Heilsberg war nach der Reformation weiter der Katholizismus vorherrschend. 1890 zählte man 665 Evangelische, 4.723 Katholiken und 112 Juden in der Stadt. Die nach Kriegsende zugewanderten Polen waren größtenteils ebenfalls katholisch. Die bisherige evangelische Kirche wurde von der neuen orthodoxen Gemeinde übernommen.
Die katholische Kirchengemeinde der Stadt ist heute Partnergemeinde der Katholischen Kirchengemeinde der Gemeinde Werlte. Dies rührt vermutlich daher, dass der Pastor der Gemeinde Heilsberg 1945 als Vertriebener nach Werlte kam und dort Pastor wurde.
Die Kirchenglocke St. Theodor (Meister Michael Wittwerck, Danzig 1716) der katholischen Kirche St. Peter und Paul wurde 1941/1942 zur Einschmelzung für Kriegszwecke eingezogen, lagerte auf dem Hamburger Glockenfriedhof und wurde nach dem Zweiten Weltkrieg an das Erzbistum in Freiburg im Breisgau zur Aufbewahrung übergeben. Sie befindet sich heute (2008) als Leihgabe im Ostpreußischen Landesmuseum in Lüneburg.

## Gedenkstätte für im Ersten Weltkrieg umgekommene britische Kriegsgefangene
Zur Zeit des Ersten Weltkriegs gab es in der Nähe von Heilsberg ein Kriegsgefangenenlager, in dem die deutsche Armee vor allem russische Kriegsgefangene internierte. In dem Lager wurde aber auch eine kleine Zahl britischer Gefangener untergebracht. Zwischen August und Dezember 1918 starben 39 britische Soldaten im Lagerkrankenhaus. Die Kriegsgefangenen waren in dem überfüllten Lager durch sehr schlechte hygienische Bedingungen erkrankt, so dass die letzten Soldaten auch nach dem Ende des Krieges nicht in ihre Heimat zurückkehren konnten und dort verstarben. Die britischen Soldaten wurden auf dem Lidzbark Warmiński War Cemetery in Markeim (polnisch Markajmy), auf dem rund 2800 Gefangene in unmarkierten Massengräbern begraben wurden, beigesetzt. Der Friedhof am nordöstlichen Stadtrand bei Markajmy wurde bis in die 1960er Jahre gepflegt, der zunehmende Verfall führte dann jedoch zu seiner Aufgabe. Im Frühjahr 2014 errichtete die Commonwealth War Graves Commission nun eine neue Gedenkstätte auf dem alten Friedhof für die toten britischen Soldaten, derer zwischenzeitlich auf dem Malbork Commonwealth War Cemetery von Malbork gedacht worden war.

## Partnergemeinden
- Oud-Beijerland, Niederlande – seit dem 26. Juni 1992
- Milanówek, Polen – seit dem 25. Oktober 2001
- Kaliningrad, Russland – seit dem 3. Mai 2001
- Werlte, Deutschland – seit dem 8. September 2005

Lidzbark Warmiński ist Mitglied der internationalen Vereinigung Cittàslow.

## Landgemeinde
Die Stadt ist Sitz der Landgemeinde Lidzbark Warmiński, der sie jedoch nicht angehört. Diese zählt 6729 Einwohner (31. Dezember 2020) und hat eine Fläche von 371 km² – die zu 28 % von Wald und zu 56 % von landwirtschaftlicher Fläche eingenommen wird.

## Persönlichkeiten

### Söhne und Töchter der Stadt
- Eustachius von Knobelsdorff (1519–1571), neulateinischer Lyriker und Epiker
- Georg Heinrich Sappuhn (1659–1721), evangelischer Theologe, Pastor und Gymnasiallehrer in der Slowakei und in Deutschland
- Mathias Meyer († 1737), Barockmaler im Ermland
- Wilhelm von Thümen (1792–1856), preußischer Generalleutnant
- Xaver Frölich (1822–1898), Stadtarchivar in Graudenz und Historiker
- Anton Pohlmann (1829–1891), Erzpriester und Reichstagsabgeordneter (Zentrum)
- Max Lortzing (1839–1895), Schriftsteller
- Ernst Burchard (1876–1920), Arzt und Sexualwissenschaftler
- Paul Schwartz (1878–1945), römisch-katholischer Geistlicher und Märtyrer
- Hans Dahsler (1885–1962), Bankdirektor und Politiker (DNVP)
- Bruno Hippler (1894–1942), Offizier (Generalmajor)
- Werner Schmidt (1896–1987), Forstwissenschaftler und Hochschullehrer
- Bruno Kitt (1906–1946), SS-Hauptsturmführer und KZ-Arzt in den Konzentrationslagern Auschwitz und Neuengamme
- Arnold Döring (1918–2001), Offizier, Kampfpilot und Ritterkreuzträger
- Alfred Penkert (1933–2019), Pädagoge und Sachbuchautor
- Inge Schanding (1935–1982), Handballspielerin
- Dorothee Rätsch (* 1940), Bildhauerin und Grafikerin
- Gert Neumann (* 1942), Schriftsteller
- Hartmut Krienke (1943–2023), Physiker und Hochschullehrer
- Doris Janssen-Reschke (1944–2008), lutherische Theologin, Landessuperintendentin des Sprengels Osnabrück der Evangelisch-lutherischen Landeskirche Hannovers
- Tadeusz Płoski (1956–2010), Militärbischof der polnischen Streitkräfte und Opfer des Flugunfalls bei Smolensk
- Adam Żyliński (* 1958), polnischer Politiker
- Łukasz Tumicz (* 1985), polnischer Fußballspieler

### Weitere Persönlichkeiten
- Ferdinand Schulz (1892–1929), der „Ikarus von Ostpreußen“ ist auf dem Waldfriedhof begraben
- Margarete Neumann (1917–2002), Schriftstellerin und Lyrikerin, arbeitete bis 1945 in Heilsberg als Fürsorgerin

## Heilsberg in der Weltliteratur
Die Schlacht bei Preußisch Eylau (1807) ist der Ausgangspunkt der bekannten Erzählung Balzacs Le Colonel Chabert von 1832. Der Titelheld wird als Oberst bei Eylau schwer verwundet, für tot gehalten, in einem Massengrab lebendig beerdigt und durch eine Heilsberger Bauersfrau gerettet.